# Championnat de Côte d'Ivoire de football de deuxième division 2001
Navigation
Saison suivante
La saison du Championnat de Côte d'Ivoire de football D2 2001 est la 43e édition de la deuxième division.

## Poules préliminaires
Zone 1